# Alusión

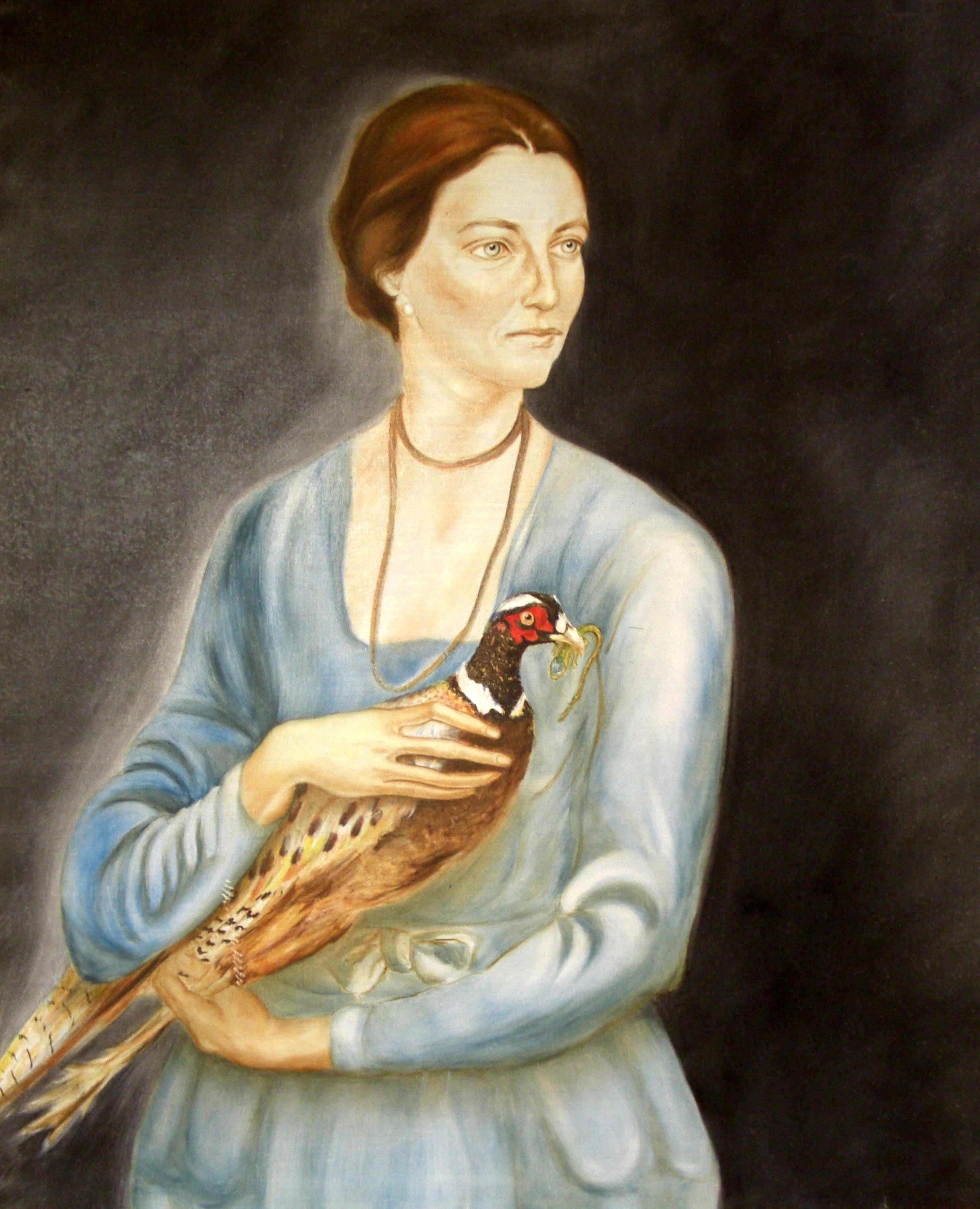
Federica Berner

La alusión (del latín allusio: retozo, juego) es una figura retórica que hace referencia o  representa a personas, lugares, eventos, obras literarias, mitos u obras de arte, pero de manera indirecta o por implicación. La alusión puede servirse de otras figuras como la metonimia, la metáfora, el símbolo... Puede definirse también como la evocación, sin nombrarlos explícitamente, de personas, eventos (referencia histórica), hechos o textos supuestamente conocidos. Se encuentra, pues, emparentada con el tropo y la antonomasia.
Se usa de forma eufemística, con fines históricos, literarios, religiosos o mitológicos. La alusión provoca en la mente una vinculación rápida y precisa entre personas, objetos, momentos o lugares. Se utiliza al servicio de la alabanza y la sátira, lo mismo como lisonja ingeniosa que como grave ofensa. Su uso es muy común en el lenguaje popular, frecuentemente con fines maledicentes, y también, por su gran poder de sugerencia, suele servirse de ella la publicidad. En literatura, debido a su valor metafórico, se tiene por delicado instrumento literario que refuerza intensamente la elocuencia.
Relacionada asimismo con el fenómeno lingüístico de la intertextualidad, difiere de la misma en que se trata de un esfuerzo retórico o intencional por parte del autor. El éxito de una alusión depende en parte de que al menos algunos lectores u oyentes la "capten al vuelo". Las alusiones se pueden hacer cada vez más oscuras, y en ocasiones solo se comprenden por el propio autor, que de ese modo se refugia en un lenguaje privado (por ejemplo, en el poema "Ulalume", de Edgar Allan Poe).
La alusión fue muy utilizada por los autores antiguos (Virgilio, Aristófanes, Marcial...) y, más modernamente, por poetas y escritores como Luis de Góngora, Moliére, T. S. Eliot, James Joyce, etc.
El lingüista Bernard Dupriez, según su relación con los distintos tropos, define cinco tipos de alusiones: metafórica, sinecdóquica, metonímica, alegórica y catacrética.
El lingüista R. F. Thomas, en su obra sobre esta figura retórica en las Geórgicas de Virgilio, distingue seis tipos de referencias alusivas:
1. Referencia informal, "el uso de un lenguaje que recuerda un antecedente específico, pero sólo en un sentido general" que es relativamente poco importante para el nuevo contexto.
2. Referencia simple, en el que el oyente o lector está destinado a "recordar el contexto del modelo y aplicar ese contexto a la nueva situación"; la referencia simple como específica en Virgilio, según Thomas, es una forma de "hacer conexiones o transmitir ideas en un nivel de intensa sutileza".
3. Autorreferencia, donde la alusión es a la propia obra del poeta.
4. Alusión correctiva, en que se está claramente en oposición a las intenciones de la fuente original.
5. Referencia aparente, que "parece claramente remitir a un modelo específico, pero que en un acercamiento más sutil frustra esa intención".
6. Referencia múltiple o fusión, que se refiere de diversas maneras al mismo tiempo a varias fuentes, fusionando y transformando las tradiciones culturales.
Ejemplos de alusión en la literatura y el lenguaje coloquial: «La nave que nunca ha de tornar» (la muerte), «el mentido robador de Europa» (el dios Zeus), «el mejor amigo del hombre» (el perro), «el traje de madera» (el ataúd), «la sin hueso» (la lengua).